# بهارک صالح‌نیا
بهارک صالح‌نیا (زادهٔ ۳ خرداد ۱۳۶۴) بازیگر زن اهل ایران است. وی در حال حاضر در کشور ترکیه مشغول به کار است.
بهارک صالح‌نیا در ایران در فیلمهای سینمایی محمد رسول‌الله ساخته مجید مجیدی و یتیم خانه ایران به کارگردانی ابولقاسم طالبی و بسیاری دیگر نقش آفرینی کرده است. پس از مهاجرت وی به خارج از ایران و کشف حجابش بسیاری از صحنه‌های او در رسانه‌های ایران سانسور شدند. او به مدت دو سال (۲۰۱۶ تا ۲۰۱۸) در شبکه جم فیلم‌ها و سریال‌هایی ایفای نقش کرد و برای بازی در سریال‌های شهر قشنگ در نقش مهرک ساخته مهدی مظلومی و کافه پیانو در نقش آوا ساخته محمد راوندی بیشتر شهرت خود را به دست آورد.

## زندگی
بهارک صالح‌نیا در سال ۱۳۶۴ در رشت به دنیا آمد. او در سال ۱۳۸۲ در رشته کارگردانی در دانشگاه اراک مشغول به تحصیل شد و پس از مدت کوتاهی به دلیل تئوری بودن مباحث دانشگاهی و علاقه او به فعالیت‌های عملی از دانشگاه انصراف داد و زیر نظر استاد سمندریان به عنوان هنرجو کسب تجربه کرد. او همچنین رشته بازیگری برای دوربین را زیر نظر مهدی فخیم‌زاده به سرانجام رسانید. صالح‌نیا پس از ۱۰ سال فعالیت در ایران، در نهایت در سال ۱۳۹۵ ایران را به مقصد ترکیه ترک کرد و در شبکه جم تی‌وی به مدت دو سال مشغول ایفای نقش در پروژه‌های مختلف شد. پس از ترور سعید کریمیان، مؤسس و رئیس شبکه‌های جم، و تعطیلی تولیدات این شبکه وی با ثبت شرکت پرسیس فیلم در استانبول فعالیت هنری خود را ادامه داد.

### فعالیت‌های هنری در ایران
او در سال ۱۳۸۵ در سریال بی‌صدا فریاد کن، ساخته مهدی فخیم‌زاده که از شبکه ۲ صدا و سیما روی آنتن رفت، اولین تجربه حضور حرفه‌ای خودش را رقم زد.

#### فیلم محمد رسول‌الله
وی در فیلم محمد رسول‌الله، نقش «ثوبیه» کنیز همسر ابولهب را ایفا کرده بود؛ کنیزی که طی اتفاقاتی به دایگی پیامبر می‌رسد اما ابولهب اجازه نمی‌دهد وی به پیامبر شیر دهد.

صالح‌نیا پس از سفر به ترکیه در مورد فیلم محمد رسول‌الله گفت:
زمانی که جلوی دوربین قرار می‌گرفتم یک حس بسیار خوب داشتم. در حقیقت انگار من نبودم و ثویبه به من برای بازی در این فیلم تزریق شده بود. حتی زمانی هم که فیلم را می‌دیدم حس می‌کردم این زنی که نقش آن را در این فیلم بازی کردم من نیستم و شخصیتی جدای از من بود.

#### فیلم یتیم‌خانه ایران
وی در پروژهٔ سینمایی تاریخی یتیم‌خانهٔ ایران، نقش طاووس، یکی از نقش‌های اصلی زن فیلم را بازی کرد. البته به علت کشف حجاب وی در خارج از ایران، نقش وی در مونتاژ حذف شد.
صالح‌نیا سالها بعد در ویدیویی در صفحه اینستاگرام خودش، ابولقاسم طالبی، کارگردان این فیلم را به آزار کلامی، و جنسی متهم کرد. در گزارش‌های دیگری، زنان زیادی در صفحه جنبش من‌هم اتهامات مشابهی را در مورد طالبی بیان کردند.

### فعالیت با شبکه جم
وی در بابت ترک سینمای ایران و انتخاب شبکه جم گفت:
سلام … یک دفاعیه قبل از قضاوت … حدود ده سال سعی کردم کاری رو که عاشقشم یاد بگیرم، راه درست رو برم تا بتونم سرم رو بالا بگیرم وبگم من چیزیم که برای بهش رسیدن تلاش کردم… الان سی ساله‌ام و بنظرم از اینجا به بعد زندگی کمی عجله می کنه پس برای رسیدن به رویاهام که حق مسلمم هستن کمی باید عجله کنم …. نخواستم در حسرت فرصت‌هایی بمونم که بهم داده نشدن یا شاید هیچ وقت داده نشن … پس راه دیگه‌ای رو انتخاب کردم که حداقل از امروزش مطمئنم و آدمهایی هستن که به وجودم و هنری که سعی کردم یاد بگیرم احترام می گذارن …

### بر روی صحنه‌های ترکیه
همزمان با جنبش زن، زندگی، آزادی در ایران در سال ۱۴۰۱، بهارک صالح‌نیا نمایشنامه‌ای با نام بخش زنان دات آی.آر را نوشته و با همکاری افسانه صرفه‌جو کارگردانی کرد. این نمایش، دنیای فانتزی جهان پس از مرگ که در آن چهار زن از نحوه کشته شدنشان در ایران پرده برمی‌دارند. این نمایش به خشونت علیه زنان، ممنوعیت‌های تحمیلی به آنها و همچنین دادخواهی‌ها و مساوات خواهی‌های اجتماعی و سیاسی آنها می‌پردازد. "بخش زنان دات آی‌آر" به دفعات در سالن‌های مطرح تئاتر شهر استانبول، با زبان فارسی و بالانویس ترکی، به روی صحنه رفت و با استقبال گرمی از مخاطبان ایرانی و ترک روبرو شد.

## صالح‌نیا و حجاب
صالح‌نیا دربارهٔ کشف حجابش گفته است: 
این یک کشف حجاب نیست … این یک کشف دیر هنگام استعدادیست که تا امروز آنطور که باید دیده نشده …. ممنونم از کسانی که باورم دارن و شمایی که درک می‌کنید. من هنوز چارچوب همیشگی خودم را دارم …

## فیلم‌شناسی
| سال تولید | نام اثر                       | نوع          | کارگردان                      | نام کاراکتر |
| --------- | ----------------------------- | ------------ | ----------------------------- | ----------- |
| ۱۳۸۳      | زنی پشت در                    | تئاتر        | شهاب حسین پور                 |             |
| ۱۳۸۵      | بی‌صدا فریاد کن                | سریال        | مهدی فخیم زاده                | مریم        |
| ۱۳۸۶      | کلفت‌ها                        | تئاتر        | احسان پروال                   |             |
| ۱۳۸۶      | آسانسور                       | فیلم         | مجید امامی                    | دختر        |
| ۱۳۸۸      | بی قهوه تلخ                   | تئاتر        | امیر ستوده                    |             |
| ۱۳۸۸      | شب بارانی                     | فیلم         | سعید ابراهیم‌فر                | مهتاب       |
| ۱۳۸۹      | خاطرات لیلا                   | تله-تئاتر    | شهرام ابراهیمی                | لیلا        |
| ۱۳۸۹      | پیوند                         | فیلم         | سعید ابراهیم‌فر                | پرستار      |
| ۱۳۸۹      | چراغ‌های رابطه                 | فیلم         | مهدی گلستانه                  | اسماء       |
| ۱۳۸۹      | مثل نسیم                      | فیلم         | احمد عبادی                    | فرناز       |
| ۱۳۹۰      | گرداب اسکندر                  | فیلم         | داود بیدل                     | عروس        |
| ۱۳۹۰      | شاید برای شما هم اتفاق بیافتد | فیلم         | حسین فلاح                     | مینا        |
| ۱۳۹۰      | پناه بر خدا                   | فیلم         | حسین عامری                    | طیبه        |
| ۱۳۹۰      | شب سال نو                     | فیلم         | سعید ابراهیم‌فر                | دختر        |
| ۱۳۹۰      | رنگ تلخی                      | فیلم         | حسین قاسمی جامی               | پریسا       |
| ۱۳۹۰      | نامه‌های بالدار                | سریال        | امیر فیضی                     |             |
| ۱۳۹۱      | آوا                           | فیلم سینمایی | رضا سخایی                     | آوا         |
| ۱۳۹۱      | مردان نمکی                    | فیلم         | سامان سالور                   | سایه        |
| ۱۳۹۱      | بیدار باش                     | سریال        | احمد کاووسی                   | افسر پلیس   |
| ۱۳۹۲      | صدای پای باران                | فیلم         | محمد حمزه‌ای                   | ریحون       |
| ۱۳۹۲      | بوی باران                     | سریال        | حسین تبریزی                   | مریم        |
| ۱۳۹۲      | زمانی برای شکفتن              | فیلم         | جهانبخش سلطانی                | مینا        |
| ۱۳۹۲      | پژواک                         | سریال        | ابراهیم شیبانی                | مریم        |
| ۱۳۹۲      | سریال داوران                  | سریال        | احمد امینی / بیژن میرباقری    |             |
| ۱۳۹۳      | خانه متروک                    | تئاتر        | علی مستعلی                    |             |
| ۱۳۹۳      | توقف در ایستگاه جهارم         | تئاتر        | امین آبان                     |             |
| ۱۳۹۳      | دگرگونی                       | فیلم کوتاه   | پوریا نیکجو                   |             |
| ۱۳۹۳      | فقط شش طبقه                   | فیلم کوتاه   | بهارک فرامرزی                 | بهار        |
| ۱۳۹۴      | محمد رسول‌الله                 | فیلم سینمایی | مجید مجیدی                    | ثوبیه       |
| ۱۳۹۴      | یتیم خانه ایران               | فیلم سینمایی | ابوالقاسم طالبی               | طاووس       |
| ۱۳۹۴      | بیماری                        | فیلم کوتاه   | میلاد ستوده                   |             |
| ۱۳۹۴      | آتن-مسکو                      | تئاتر        | سارا داروفروش                 |             |
| ۱۳۹۵      | پشت بام تهران                 | سریال        | بهرنگ توفیقی                  | هستی        |
| ۱۳۹۵      | تمام من                       | فیلم         | عباس مرادیان                  | سرمه        |
| ۱۳۹۵      | شهر قشنگ                      | سریال        | مهدی مظلومی                   | مهرک اسدی   |
| ۱۳۹۶      | مگنولیا                       | فیلم         | مهدی مظلومی                   | دزیره       |
| ۱۳۹۶      | جایی میان تاریکی              | فیلم         | عباس مرادیان                  | آوا         |
| ۱۳۹۶      | اتوپیا                        | فیلم سینمایی | ایمان تحسین                   | شیدا        |
| ۱۳۹۷      | کافه پیانو                    | سریال        | محمد راوندی                   | آوا         |
| ۱۳۹۸      | چند هفته آخر                  | فیلم سینمایی | زاوران اسکندری                | سحر         |
| ۱۴۰۱      | بخش زنان دات آی‌آر             | تئاتر        | بهارک صالح‌نیا / افسانه صرفه‌جو | آیدا        |
|           |                               |              |                               |             |